# Храстник (Моравче)
Храстник (словен. Hrastnik) — поселення в общині Моравче, Осреднєсловенський регіон, Словенія. 
Висота над рівнем моря: 619,7 м.